# Józef Raca
Józef Tomasz Raca (ur. 18 marca 1933 w Rumi–Zagórzu, zm. 25 kwietnia 2023) – polski przedsiębiorca, działacz społeczny i emigracyjny w Wielkiej Brytanii.
Urodził się 18 marca 1933 w Rumi-Zagórzu jako syn Wincentego. W 1952 przybył do Wielkiej Brytanii. Był dyrektorem przedsiębiorstwa handlowego w Northampton. Jego firma prowadziła wysyłkę paczek do Polski. Był członkiem V Rady Narodowej Rzeczypospolitej Polskiej (1973-1978) z ramienia Chrześcijańskiej Demokracji. Do 12 lipca 1980 sprawował stanowisko delegata rządu RP na uchodźstwie w Northampton. Sprawował urząd burmistrza Northampton. Później podjął działalność w branży eksportowo-importowej. W 2001 zwabiony do Johannesburga w RPA rzekomo celem zawarcia intratnej transakcji, został porwany przez członków nigeryjskiego gangu, zaś po wpłaceniu okupu przez żonę, wypuszczony na wolność.
Jego żoną została Aurelia Raca.

## Odznaczenia
- Złoty Krzyż Zasługi (1978)[16].